# Свети Георги (Дърмени)
Вижте пояснителната страница за други значения на Свети Георги.
„Свети Великомъченик Георгий“ или „Свети Георги“ (на македонска литературна норма: „Свети Ѓорѓи“, „Свети Георгиј“) е възрожденска православна църква в ресенското село Дърмени, Република Македония. Църквата е под управлението на Преспанско-Пелагонийската епархия на Македонската православна църква.
Църквата е гробищен храм, разположен в южната част на селото. Изградена е в 1811 година. Църквата има прекрасен иконостас, направен след изграждането, но има само две фрески – от ляво на олтара Свети Наум, от дясно Свети Трифун. За да не се повредят и двете са застъклени. В 90-те години на XX век е направена голяма камбанария в двора.